# Mister Terrific
Mister Terrific är en tecknad superhjälte från DC Comics. Skapades 1942 under seriernas "Golden Age" av Chuck Reizenstein (författare) och Hal Sharp (tecknare). Mister Terrific hade inga egentliga krafter utöver sitt skarpa intellekt, sina principer och sina atletiska förmågor. Den ursprunglige Mister Terrific mördades, men det finns idag en yngre arvtagare till namnet.

## Mister Terrific I (Terry Sloane)
Redan vid ung ålder var Terry ovanligt begåvad. Ingenting verkade för svårt för honom, vilket ledde till en depression när han fann att det inte längre fanns några utmaningar kvar för honom. Det gick så långt att Terry övervägde självmord, men när han träffade en flicka vars bror hade blivit medlem i ett gäng beslutade han sig för att dra nytta av sina talanger. Han skaffade sig en färgglad dräkt, och under namnet Mister Terrific kämpade han för rent spel, Fair Play. Terry var länge medlem i Justice Society of America.
Under ett möte mellan Justice Society och Justice League of America blev Mister Terrific mördad av sin kamrat Jay Garrick (Flash I), som för tillfället var besatt av Terrifics ärkefiende the Spirit King.

## Mister Terrific II (Michael Holt)
Precis som sin föregångare var Michael Holt oerhört begåvad – olympisk guldmedaljör och grundare av ett eget programvaruföretag. Men det viktigaste i Michaels liv var hans älskade fru Angela. 
När Angela dog i en märklig bilolycka förlorade han fullständigt viljan att leva. Han skulle precis till att ta sitt eget liv när han blev stoppad av Spectre. Jim Corrigans ande berättade för honom om Terry Sloane och den förste Mister Terrific. Inspirerad av Sloanes liv beslutade sig Michael för att fortsätta i hans fotspår. Med avancerad teknik, såsom hans T-spheres (flygande klot), blev den nya Mister Terrific snart inte bara medlem i det nya JSA utan kort därefter även ordförande.

## Avläggare
Det har även figurerat en kvinnlig motsvarighet – Ms. Terrific (som syntes i "Hero Hotline" av Bob Rozakis och Stephen DeStefano – samt en skurkaktig version, Mr. Terrible (som dök upp i serien "Villains United" av Gail Simone och Dale Eaglesham).
Nämnas bör också att superskurken Roulette, ärkefiende till JSA, är barnbarn till den förste Mr. Terrific.
 Artikeln var, i den version den hade den 7 februari 2006, helt eller delvis hämtad från Seriewikin (hos Seriefrämjandet): Mister Terrific